# Cupón

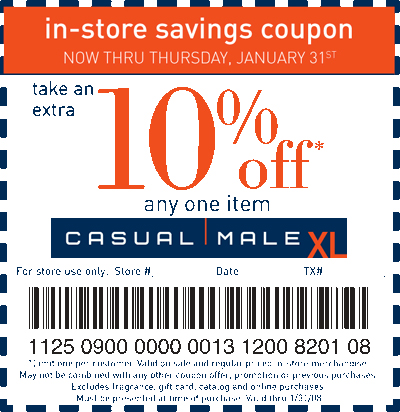
Cupón de descuento

En marketing, un cupón es un billete o documento que puede ser intercambiado por descuentos financieros o descuentos al comprar un producto.
Habitualmente, los cupones son emitidos por fabricantes de bienes de consumo envasados o por los minoristas, para ser utilizado en ventas al por menor tiendas como parte de promoción de ventas.  A menudo están ampliamente distribuidos a través de correo, sobres de descuento, revistas, periódicos, Internet (medios de comunicación sociales, boletines electrónicos), directamente desde el minorista, y los dispositivos móviles, como teléfonos. Dado que los consumidores sólo se preocupan por el precio, es probable que pasen el tiempo reclamando los ahorros, los cupones funcionan como una forma de discriminación de precios, permitiendo a los minoristas ofrecer un precio más bajo sólo a aquellos consumidores que de otro modo irían a otra parte. Además, los cupones también pueden ser dirigidos selectivamente a los mercados regionales en los que la competencia de precios es grande.
En el gobierno, un cupón es un certificado de papel que se utiliza para administrar un beneficio o permiso.

## Historia

### Origen

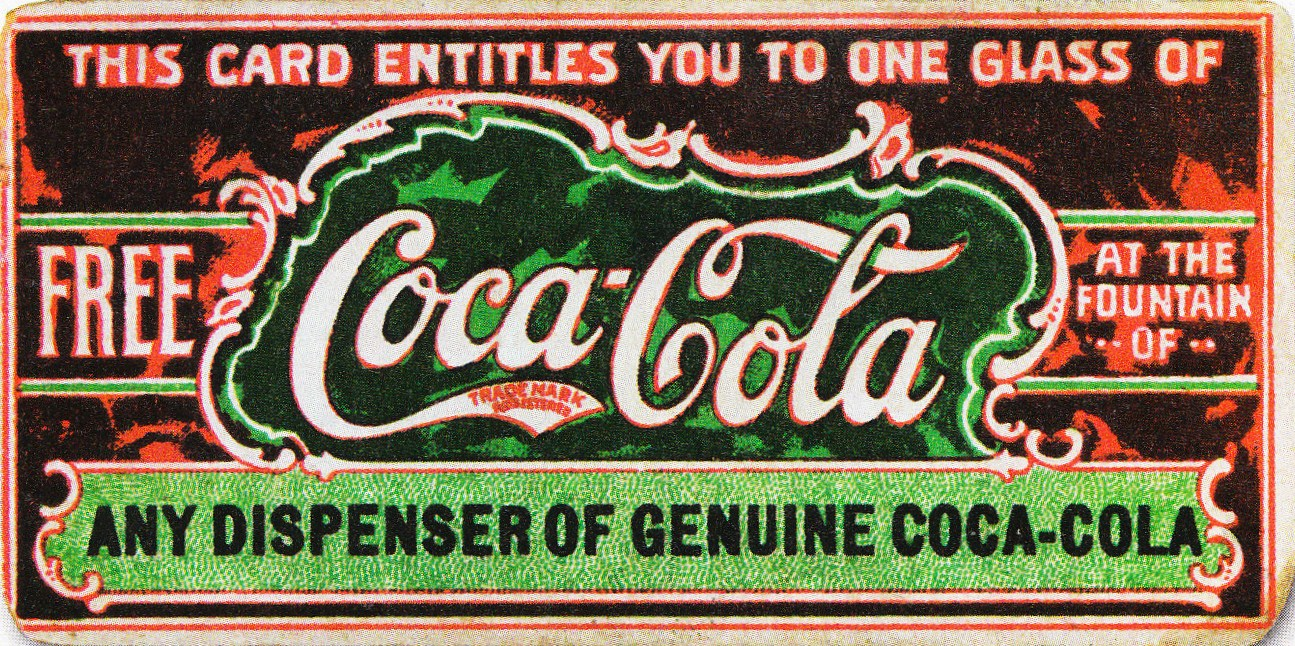
Posiblemente, el primer cupón que existió, ofrecía un vaso gratis de Coca-cola. Comenzó a distribuirse en 1888. En 1913, la compañía había canjeado 8,5 millones de tickets.

En 1887 Coca-Cola Company se incorporó en Atlanta, Georgia, con Asa Candler como uno de los socios. Él transformó Coca-Cola desde una insignificante tónico en un negocio rentable mediante el uso de técnicas innovadoras de publicidad. La clave de este crecimiento fue el ingenioso marketing de Chandler, incluyendo que los empleados de la compañía y los representante de ventas distribuyeran cupones gratuitos para Coca-Cola. Los cupones fueron enviados por correo a los clientes potenciales y se colocaron en revistas. La empresa dio fuente de sodas sin jarabe para cubrir los costos de las bebidas gratis. Se estima que entre 1894 y 1913 uno de cada nueve estadounidenses habían recibido una Coca-Cola gratis, dando un total de 8.500.000 bebidas gratis. En 1895 Candler anunció a los accionistas que Coca-Cola fue servido en todos los estados de los Estados Unidos.
En Australia los consumidores primero entraron en contacto con los cupones cuando una compañía llamada Shop A Docket promovió ofertas y descuentos en los ingresos comerciales en 1986.

### Uso general
Los cupones fueron usados generalmente en los Estados Unidos en 1909, cuando C. W. Post concibió la idea de ayudar a las ventas de cereales y de otros productos. Actualmente, más de 2800 empresas de bienes de consumo envasados ofrecen cupones de descuentos en productos. En 2011 los consumidores estadounidenses usaron cupones para ahorrar 4,6 billones de dólares en sus compras de bienes de consumo envasados.

### Línea del tiempo
- 1888 – Asa Candler usó tickets de vasos gratuitos de Coca-Cola para ayudar a comercializar su nuevo refresco.
- 1909 – C. W. Post usó cupones de un centavo para empezar a comercializar el desayuno Grape Nuts.
- 1930 – El uso de cupones crece dramáticamente durante la gran depresión.
- 1940 – Las grandes cadenas de tiendas de alimentos comienzan a usar los cupones para atraer a los consumidores en vez de que compren en los mercados locales.
- 1957 – Nielsen Cupón Clearing House fue creada para dedicarse por entero al canjeo de cupones.
- 1965 – La mitad de todas las familias en los Estados Unidos comienzan a utilizar cupones.
- 1990 – La invención de la Internet permite descargar e imprimir cupones, así como también crear cupones en línea.
- 1992 – El uso de cupones año pasado está en alza para los próximos 17 años.
- 2002 – Los estadounidenses ahorraron $ 3,8 mil millones comprando con cupones
- 2009 – El gobierno de Estados Unidos utiliza cupones para promover las ventas de cajas convertidoras para la transición a la televisión digital

## Tipos y usos
Hay diferentes tipos de cupones como descuentos, envíos gratis, compra uno consigue-uno, cupones para primeros clientes, oferta de prueba gratuita, ofertas de lanzamiento, oferta de festivales y regalos gratis.

### Función
Los cupones pueden ser utilizados para la investigación de la sensibilidad de los precios de los diferentes grupos de compradores (mediante el envío de cupones con diferentes valores en dólares a diferentes grupos). Además, generalmente se asume que los compradores que toman el esfuerzo para recopilar y usar los cupones son más sensibles a los precios que los que no lo hacen. Por lo tanto, el precio publicado pagado por los compradores de precio insensible se puede aumentar, durante el uso de descuentos promocionales para mantener el precio para los compradores sensibles al precio (que no iba a comprar a un precio más alto). Cuando estos cupones se introducen en el momento del proceso de compra, se reduce el total del pedido por el cliente.

### Cupones para alimentos
Los cupones para alimentos son de dos tipos: cupones de tienda y cupones de fabricante.
Los cupones de tienda son descuentos basados en cupones ofrecidos para un artículo o grupo de artículos. La tienda emisora aceptará sus propios cupones de tienda, pero algunas tiendas también aceptará cupones de tienda que se emiten por los competidores.
Los cupones emitidos por el fabricante de un producto pueden ser usados en cualquier tienda de cupón donde se acepte que se lleva ese producto y tienen la ventaja de ser la moneda en una variedad de tiendas, no sólo en una.
Los cupones para alimentos son incentivos para las personas que quieren ahorrar dinero, pero los cupones de fabricante están destinados principalmente a anunciar productos y atraer a nuevos clientes con incentivos financieros. También pueden ser usados para aumentar las ventas de periódicos u otras publicaciones. Por ejemplo, la gente puede comprar varias copias de un periódico o revista con el fin de utilizar los cupones que contiene.
Algunas tiendas de alimentos duplican regularmente el valor de un cupón como incentivo para atraer clientes a sus tiendas. Además, las tiendas pueden celebrar eventos especiales donde duplican o triplican los valores de descuento en ciertos días o semanas. Sea o no una cadena específica de alimentos se duplicará o triplicará generalmente dependiendo del valor del cupón original.

### Caducidad
La mayoría de los cupones tienen una fecha de vencimiento después de lo cual no serán aceptados. Por ejemplo, los cupones de Navidad son válidos sólo durante la semana de Navidad. Comisariatos militares estadounidenses aceptan cupones de fabricantes en un máximo de seis meses después de la fecha de caducidad.

## Formas de entrega

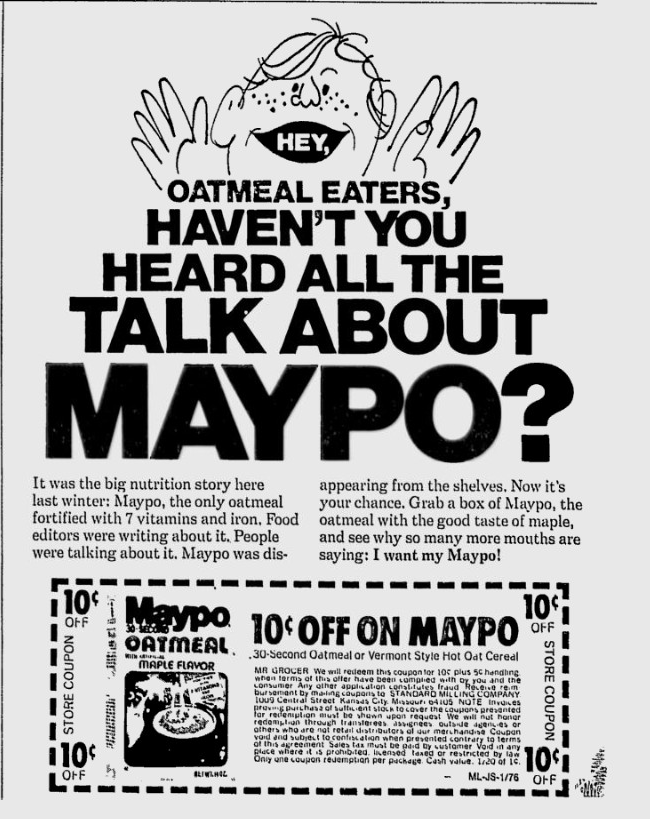
Cupón en una revista

Los clientes pueden obtener estos cupones de varias fuentes, incluyendo los periódicos nacionales e Internet, con sitios web que ofrecen cupones de alimentos para imprimir gratis en casa y usarlos en tienda al por menor. Algunas de las principales cadenas de supermercados también producen cupones digitales que pueden ser cargados en la tarjeta de lealtad del minorista en casa, o en una máquina dispensadora de cupones situado en tienda.
En 2011, los cinco principales medios para la distribución de cupones para alimentos envasados en EE. UU. fueron:  
- la distribución a través de periódicos y otras fuentes (89,4%)
- distribución en la tienda (4,2%.)
- correo directo (2,3%)
- revistas (1,5%)
- cupones distribuidos sobre o en el embalaje del producto (1,3%)

Otros métodos de distribución juntos representaban menos del 2% de todos los cupones distribuidos. Hay sitios web de cupones de varias tiendas que se proporcionan a los clientes. Estos sitios acumulan cupones de diversas fuentes.

### Medios impresos
La forma más popular de obtener cupones ha sido recortándolos de periódicos aunque los cupones en Internet y en el teléfono móvil están ganando gran popularidad. Basándose en el anual RedPlum  estudio de monedero en donde se estudian a más de 23,000 compradores y a un proveedor de cupones, Redplum,  reporta un 76% de descuento generado en periódicos como su principal fuente de cupones y ofertas; 59% al encontrar cupones en los correos electrónicos y alertas de descuento, un aumento del 29% desde 2010; y un 33% el uso de Internet busca encontrar cupones.
Algunos minoristas y las empresas utilizan métodos de verificación, tales como código de barras únicos, números de identificación de cupón, sellos holográficos y papel con marcas de agua como protección contra la copia o uso no autorizado.
Aparte de periódico, también hay editores de libros de cupones y minoristas que compilan vales y cupones en libros, ya sea para la venta o libres.

### Cupones en Internet
Los minoristas en línea a menudo se refieren a los cupones como bonos de descuento, vales, códigos de promoción, descuentos, códigos de tecla, vales de descuento, códigos de excedentes, códigos de portátiles, códigos de compras, códigos de descuento, códigos de recompensa, cupones de descuento, códigos de referencia o códigos fuente.
Los cupones de Internet suelen ofrecer un costo reducido o el envío gratuito, un dólar o porcentaje de descuento específico, o alguna otra oferta para animar a los consumidores a comprar productos específicos o para comprar en tiendas específicas. Debido a que los cupones de papel serían difíciles de distribuir y canjear, por lo general palabras o códigos secretos se distribuyen a los consumidores para teclear en la caja. Los vendedores pueden utilizar diferentes códigos para diferentes canales o grupos con el fin de diferenciar las tasas de respuesta.
En el primer semestre del año 2013 en España fueron usados 231 millones de cupones. El uso de los cupones de descuento en España ha crecido más de 300% desde 2014, y la parte del uso en teléfonos y tabletas es casi el 50% del total. Los usuarios principales de cupones se sitúan en ambas capitales: el 27,1% de la audiencia vive en Madrid y el 11% en Barcelona. Según los datos del estudio del año 2015, el 25% de los compradores en línea siempre o casi siempre utiliza cupones en línea recibidos por correo electrónico. En el año 2016, el 63% de los españoles que compra en línea usaba cupones de descuento. Los compradores más activos son los usuarios de Internet de entre 24 y 30 años, ya que el 6% de ellos compra mercancías una vez al día o incluso más frecuentemente.

### Cupones móviles
Un cupón móvil es un billete electrónico solicitado y/o  a un teléfono móvil que puede ser intercambiado por descuento financiero o rebaja al comprar un producto o servicio. Cupones son publicados por los fabricantes de bienes de consumo empaquetados o minoristas, que se utilizará en las tiendas minoristas como parte de una promoción de ventas. 
A menudo se distribuyen a través de WAP Push, SMS or MMS y a través de la tecnología GEO u otros medios móviles.
Lo que es único de los cupones móviles es el estar recordando la información de los cupones que a menudo duran más que las fechas de vencimiento de los cupones en sí mismos, lo que provocó compras reales en fechas posteriores. Los investigadores sospechan que es impulsado por el compromiso generado por el dispositivo móvil.
Los cupones móviles son muy populares entre los clientes estadounidenses de comida rápida. Los factores de éxito principales para las campañas de SMS son el tamaño de descuento, el cómo se enmarca el valor de descuento (como un regalo o por ciento de descuento) y el momento de la campaña. Muchos minoristas apoyan la redención de correo electrónico y de los cupones a través de dispositivos móviles. Además de distribuir este tipo de ofertas a través de sus propias listas de correo electrónico, suscripciones SMS y aplicaciones, también están disponibles a través de aplicaciones de cupones.

## Fiscalidad
Dependiendo de la jurisdicción,  los cupones pueden o no reducir el impuesto sobre las ventas que debe ser pagado por el consumidor. Esto es a menudo determinado por quien patrocina el cupón. Si el cupón es emitido por el vendedor, el producto nunca se ofreció al precio original y el cupón representa una reducción en el monto pagado y el impuesto. Si el cupón es emitido por el fabricante, el precio original es todavía pagado, pero algunos de los precios está cubierta por el fabricante en lugar del consumidor y el precio total sigue siendo imponible. Éste es el caso de las cajas convertidoras de los cupones en los Estados Unidos, que compensan en parte por la forzada conversión a televisión digital.

## Comercio
Los fabricantes de descuentos pueden o no imponer restricciones a los cupones que limiten su transferibilidad a garantizar los cupones que permanecen dentro del mercado objetivo. Dado que tales restricciones no son universales y son difíciles y / o costoso de hacer cumplir, el comercio de cupones es limitado en la industria. Clubes de intercambio de cupones se encuentran comúnmente en las regiones donde se distribuyen sus cupones. A menudo, los cupones están disponibles para su compra en algunos sitios en línea, pero como la mayoría de los cupones no pueden ser vendidos, la cuota se considera por el tiempo y esfuerzo puesto en recortar los cupones.

## Cupones para el bienestar

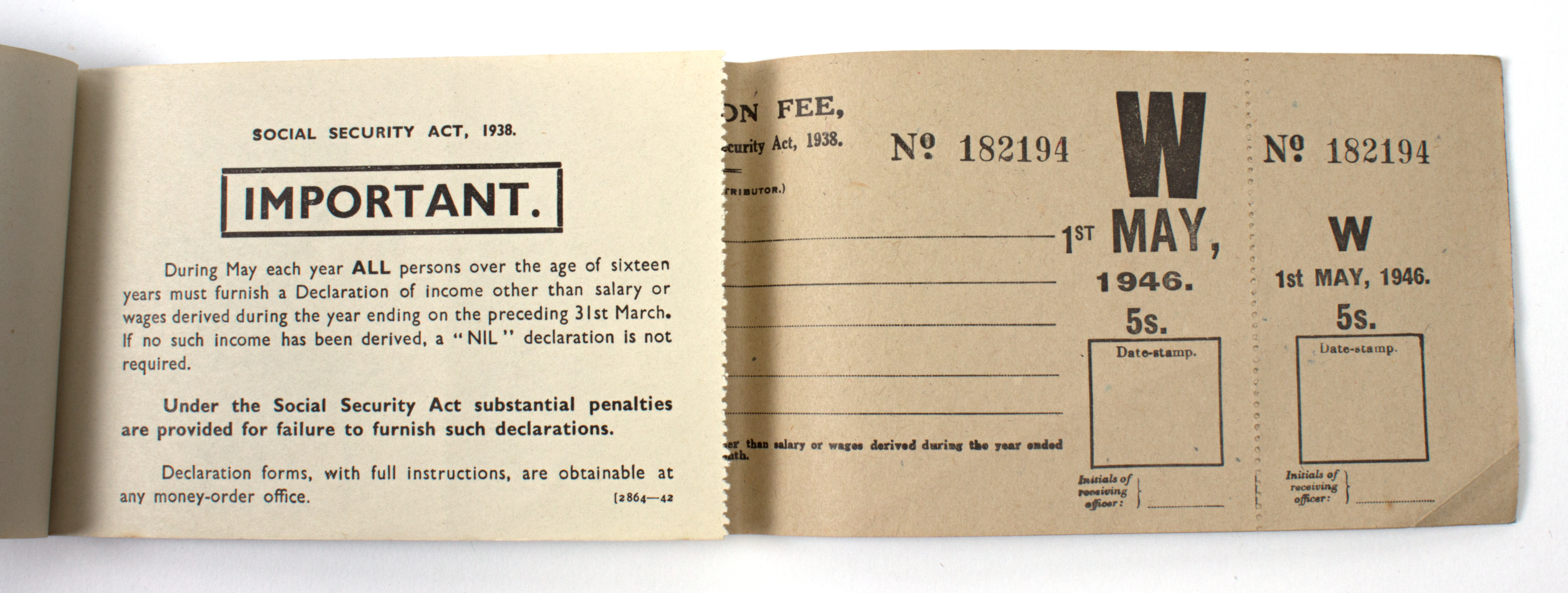
Cupones de beneficencia de la Seguridad Social de Nueva Zelanda

Los cupones de asistencia social están destinadas a ayudar a las personas con muy bajos ingresos para poder satisfacer en parte sus necesidades nutricionales. Uno de los programas más populares que ofrecen vales de comida para una determinada categoría de personas son para mujeres, bebés y niños (WIC). El programa se limita a las mujeres embarazadas y los niños menores de 5 años y los cupones de alimentos se pueden usar para comprar determinados productos, como queso, leche, huevos, y algunos cereales para el desayuno.
Compañías de recaudación de fondos también pueden ofrecer cupones de bienestar para las personas que están dispuestos a donar cierta cantidad de dinero o de adoptar animales. Éstos cupones de bienestar pueden venir como cupones de descuento para varios productos o para la compra de alimentos para el animal adoptado.

## Cupones para asistencia humanitaria
Los enfoques basados en dinero en efectivo se han convertido en una estrategia cada vez más común para brindar asistencia humanitaria. Una revisión sistemática examinó la eficacia, eficiencia e implementación de estos enfoques en entornos de emergencia humanitaria. Dicha revisión resumió la evidencia de cinco evaluaciones de impacto, 10 estudios de eficiencia, y 108 estudios de barreras y ventajas en la implementación de asistencia humanitaria basada en transferencias de efectivo.
Los resultados de la revisión indican que las transferencias monetarias no condicionadas y los cupones alimenticios pueden mejorar la seguridad alimentaria de los hogares afectados por conflictos, inseguridad alimentaria y sequía. Asimismo, las transferencias monetarias conducen a mayores mejoras en la diversidad y calidad de la dieta que las transferencias de alimentos, aunque estas últimas tienen más éxito en aumentar la ingesta calórica per cápita. Por último, las transferencias monetarias tienen un menor costo por beneficiario que los cupones, los que a su vez tienen un menor costo por beneficiario que la distribución de alimentos en especie.